# Kinect Sports (série)
Kinect Sports é uma série de jogos de esporte desenvolvida pela Rare e publicada pela Microsoft Game Studios. A série foi lançada para o Xbox 360, utilizando o dispositivo de captura de movimento Kinect. O primeiro título da série, Kinect Sports, foi lançado em 4 de novembro de 2010, e o sucessor, Kinect Sports: Season Two, foi lançado em 8 de abril de 2014.

## Jogos

### Kinect Sports
O primeiro jogo da série Kinect Sports foi um dos títulos iniciais a aproveitar o Kinect, um periférico de controle por movimento lançado pela Microsoft. O jogo oferece uma série de atividades esportivas, incluindo futebol, tênis, boxe, vôlei de praia, atletismo e boliche. O título foi bem recebido por sua jogabilidade acessível e interatividade com o jogador, sendo um dos jogos mais populares para o Kinect na época. Kinect Sports aproveitou os recursos do Kinect para permitir que os jogadores participassem fisicamente, ao invés de usar controles tradicionais.

#### Características
- Modos de Jogo: Inclui modos de jogador único, cooperativo e competitivo para múltiplos jogadores.
- Atividades: As atividades esportivas incluem futebol, boliche, tênis, atletismo, vôlei de praia e boxe.
- Interatividade Kinect: Uso exclusivo do Kinect para interação, sem necessidade de controles tradicionais.

### Recepção
O jogo recebeu críticas geralmente positivas, com muitos elogiando a diversão e a simplicidade de suas mecânicas. Contudo, alguns críticos apontaram a falta de profundidade em algumas das modalidades esportivas. A recepção de vendas foi positiva, com o jogo se tornando um dos títulos mais vendidos do Kinect.

### Kinect Sports: Season Two
Lançado em 25 de outubro de 2011, Kinect Sports: Season Two expandiu a série com novas modalidades esportivas, incluindo golfe, tênis de mesa, futebol americano, beisebol e esqui. A principal diferença foi a melhoria na detecção de movimento e a adição de novos modos de jogo, como a possibilidade de competir em eventos específicos da temporada. O título foi lançado para coincidir com a popularidade do Kinect, que já havia se tornado um fenômeno na indústria de jogos.

#### Características
- Novos Esportes: Golfe, tênis de mesa, futebol americano, beisebol e esqui.
- Melhoria no Kinect: A detecção de movimentos foi aprimorada para proporcionar uma experiência de jogo mais precisa.

#### Recepção
Embora tenha recebido críticas mistas, muitos consideraram a continuação uma melhoria em relação ao primeiro título, especialmente em termos de variedade e profundidade. *Kinect Sports: Season Two* também foi bem recebido pelo público, embora não tenha alcançado o mesmo sucesso de vendas do primeiro jogo.

### Kinect Sports Rivals
Lançado em 8 de abril de 2014, Kinect Sports Rivals foi desenvolvido pela Rare exclusivamente para o Xbox One, com o objetivo de demonstrar as capacidades aprimoradas do novo sensor Kinect 2.0. O jogo introduziu seis novas modalidades: corrida de jetski, escalada, futebol, tiro ao alvo, boliche e tênis. A principal novidade foi a criação de um avatar personalizado através de um escaneamento facial detalhado, além de melhorias significativas na precisão da detecção de movimentos. Kinect Sports Rivals foi planejado inicialmente como um título de lançamento do console, mas acabou sendo adiado para melhor aproveitamento do novo hardware.

#### Características
Novos Esportes: Corrida de jetski, escalada, futebol, tiro ao alvo, boliche e tênis.
Avatar Personalizado: Criação de um campeão a partir do escaneamento do rosto e corpo do jogador.
Kinect 2.0: Uso da tecnologia aprimorada do novo sensor para uma captura de movimentos mais precisa.

#### Recepção
Embora tenha sido elogiado pelo avanço técnico e pela inovação no uso do Kinect, Kinect Sports Rivals recebeu críticas mistas, especialmente em relação à profundidade de algumas modalidades. Apesar de suas inovações, o jogo não conseguiu replicar o sucesso comercial dos títulos anteriores da série, refletindo também o declínio geral do interesse pelo Kinect após o lançamento do Xbox One, o GameSpot considerou o jogo uma coleção inconsistente de minijogos esportivos, que proporciona diversão momentânea, mas não sustenta o interesse a longo prazo. O Polygon elogiou o sistema de progressão e a variedade de atividades, mas criticou os controles do Kinect, que, apesar de melhorias, ainda apresentavam inconsistências.

## Recepção
| Jogo                      | Metacritic |
| ------------------------- | ---------- |
| Kinect Sports             | 73/100     |
| Kinect Sports: Season Two | 66/100     |
| Kinect Sports Rivals      | 60/100     |

Kinect Sports recebeu críticas geralmente positivas, com elogios voltados para a diversão e acessibilidade proporcionadas pelas mecânicas simples e pela integração com o Kinect.
Kinect Sports: Season Two teve uma recepção mista, sendo reconhecido por trazer novos esportes, mas também criticado pela inconsistência no reconhecimento de movimentos.
Kinect Sports Rivals, lançado para o Xbox One, foi recebido de forma morna pela crítica, que apontou problemas de precisão no novo sensor do Kinect e uma falta de apelo comparado aos jogos anteriores.

## Legado
A série Kinect Sports é amplamente reconhecida por ter desempenhado um papel fundamental na popularização do Kinect e no fortalecimento da marca Xbox durante a geração do Xbox 360. Lançado em 2010, o primeiro Kinect Sports demonstrou o potencial do sensor de movimentos ao oferecer experiências acessíveis e intuitivas, contribuindo para que o Kinect vendesse mais de 35 milhões de unidades.
O sucesso inicial de Kinect Sports também impulsionou o investimento da Microsoft em jogos controlados por movimento, levando ao desenvolvimento de Kinect Sports: Season Two e, posteriormente, Kinect Sports Rivals, lançado para o Xbox One. Embora Kinect Sports Rivals não tenha alcançado o mesmo sucesso comercial de seus antecessores, a franquia é lembrada por ter expandido o público do Xbox, atraindo jogadores casuais e famílias.
De acordo com o Metacritic, a série recebeu avaliações variando de mistas a positivas, refletindo a inovação técnica e os desafios enfrentados na evolução do Kinect. Mesmo após o declínio do suporte oficial ao Kinect, Kinect Sports permanece como um dos principais exemplos de sucesso em jogos de movimento, influenciando o design de experiências físicas e sociais nos consoles posteriores.

## Ligações Externas
- Kinect Sports (série) no MobyGames
- Kinect Sports (série) no Rare Wiki